# Ilex dugesii
Ilex dugesii är en järneksväxtart som beskrevs av Merritt Lyndon Fernald. Ilex dugesii ingår i släktet järnekar, och familjen järneksväxter. Inga underarter finns listade i Catalogue of Life.